# 長谷川愛紗
長谷川　愛紗（はせがわあいしゃ、1994年2月15日 - ）は、日本のアイドル、女優、タレントである。埼玉県出身。

## 来歴・人物
日本舞踊(花柳流)やヴィオラ、ピアノなどを得意とする一方で、学習院女子高等科ではチアリーディングなどアクティブな活動を行う。
その後、慶應義塾大学法学部を卒業。
タレントとしてミスアイデムカップ初代グランプリ、週刊プレイボーイミス入学式2012、ミスウイルソン2012を受賞。
アイドルとして、CARDBOX GIRLS、UNIDOL慶應大piuを経て、アイドルユニットQamにて活躍。2015年9月をもってアイドルを卒業し、現在は女優として、TV、映画などで活躍中。
アニメが大好きなどの一面もある。

## 主な出演作品

### 映画
- 五藤利弘監督作品　「愛こそはすべて ALL YOU NEED IS LOVE」（2014年）
- 荻野欣士郎監督作品　「尾曲り猫の時」（2015年）
- 荻野欣士郎監督作品　「尾曲がり猫と猫的ロボット」（2015年）

### ドラマ
- 水球ヤンキース（2014年7月 - 9月、フジテレビ）
- 魔法★男子チェリーズ（2014年6月 - 9月、テレビ東京）

### PV
- Rhythmic Toy World 「輝きだす」（2015年）
- GINNEZ 「ライアー」（2016年）

### 舞台
- girls museum presents「Short Sweet Story バレンタイン編」（2015年）
- 劇団天然少女 旗揚げ公演「reunion ～ムスビノトキ～」ゲスト出演（2015年）
- 舞台B-baby ＃7 『天使は瞳を閉じて』準主役（2015年）
- ステビアトウキョウプランニング「世界中にメリークリスマス」（2015年）

### 雑誌
- 講談社ViVi
- 集英社週刊プレイボーイ

### ラジオ
- MUSIC SCHOOL BUS!（エフエム湘南ナパサ）